# Mia Aquino
Mia Lahnee Ramos Aquino, född 29 mars 1998 i Tamuning, är en guamansk brottare. Hennes syster Rckaela Aquino är också en brottare.

## Karriär
Vid olympiska sommarspelen 2024 i Paris blev Aquino utslagen i åttondelsfinalen i 53 kg-klassen av kinesiska Pang Qianyu.
Aquino har tagit fem guld (2017–2019 och 2023–2024) vid oceaniska mästerskapen.